# Qingyun (socken i Kina, Sichuan, lat 31,54, long 107,44)
Qingyun (kinesiska: 庆云乡, 庆云) är en socken i Kina. Den ligger i provinsen Sichuan, i den sydvästra delen av landet, omkring 340 kilometer öster om provinshuvudstaden Chengdu. Antalet invånare är 15 534. Befolkningen består av 7 580 kvinnor och 7 954 män. Barn under 15 år utgör 24,0 %, vuxna 15-64 år 65 %, och äldre över 65 år 9,0 %.
Genomsnittlig årsnederbörd är 1 699 millimeter. Den regnigaste månaden är september, med i genomsnitt 337 mm nederbörd, och den torraste är december, med 12 mm nederbörd.